# Union démocratique palestinienne
Pour les articles homonymes, voir Union démocratique.
L’Union démocratique palestinienne (en arabe : الاتحاد الديمقراطي الفلسطيني (Al-Ittihad al-Dimuqrati al-Filastini), généralement connu sous le nom arabe FIDA : فدا) est un petit parti politique palestinien. Le fondateur de ce parti est Yasser Abd Rabbo et le chef actuel du parti est Saleh Rafat.

## Naissance
FIDA est formé en 1990 à la suite d'une scission au sein du Front démocratique de libération de la Palestine, en apportant avec elle la plupart de la structure du FDLP en Cisjordanie. FIDA a une position plus modérée dans le conflit israélo-palestinien et tente de s’imposer comme une alternative de gauche démocratique dans la politique palestinienne.  
FIDA n’a pas de bras armé, contrairement au FDLP et à plusieurs autres organisations palestiniennes.

## Idéologie
L’idéologie du FIDA est « la liberté, l’indépendance, le retour, la démocratie et le socialisme ». Il se présente comme un parti progressiste, laïc et démocratique socialiste, et épouse le vocabulaire marxiste du « socialisme scientifique ».
Il préconise une solution à deux états basée sur les frontières de 1967 et avec Jérusalem-Est comme capitale d’un État palestinien indépendant. Un chef du FIDA, Mamdouh Nofal a signé en 2002 un appel à cesser les attentats-suicides.
Le parti a organisé deux conférences nationales, la première à Jéricho en 1995 et la seconde en 2000.

## Chef du parti
Le FIDA a été fondée par Yasser Abd Rabbo, un pro-paix, il a travaillé comme conseiller auprès de Yasser Arafat.
En 2002, Abd Rabbo démissionne de son parti après des conflits internes. Zahira Kamal avait été choisi lors d’une élection interne pour le remplacer en tant que ministre dans le gouvernement de l’Autorité palestinienne, mais Abd Rabbo a refusé de démissionner de son poste de ministre. Il a ensuite été en mesure de rester dans le cabinet à titre d’indépendant avec le soutien d’Arafat, mais a été remplacé comme chef du parti par Saleh Rafat, l’actuel secrétaire général du FIDA.

## Participation électorale
Le FIDA a 21 membres au sein du Conseil national palestinien (CNP).
Le FIDA a pris part aux élections de 1996 du Conseil législatif palestinien (CLP), et avec le soutien du Fatah a réussi à obtenir un siège, détenues par Azmi Shuaybi. Il a reçu 2,8 % des suffrages et a remporté deux des 132 sièges du Conseil.
Lors des élections législatives palestiniennes de janvier 2006, le FIDA a mis ses candidats au sein de l’Alternatifs (l’Alternatifs est une alliance entre le FDLP, le Parti du peuple palestinien et le FIDA). L’Alternatifs a reçu 2,8 % des suffrages et a remporté deux des 132 sièges du Conseil.